# Anders Jarl
Anders Torsten Martin Jarl (Stoccolma, 10 marzo 1965) è un ex ciclista su strada svedese.

## Palmarès

### Olimpiadi
- 1 medaglia:
  - 1 bronzo (Seul 1988 nella corsa a cronometro a squadre)